# Террі Голлінґер
Террі Голлінґер (англ. Terry Hollinger, нар. 24 лютого 1971, Реджайна) — канадський хокеїст, що грав на позиції захисника.

## Ігрова кар'єра
Професійну хокейну кар'єру розпочав 1987 року.
1991 року був обраний на драфті НХЛ під 153-м загальним номером командою «Сент-Луїс Блюз». 
Протягом професійної клубної ігрової кар'єри, що тривала 19 років, захищав кольори таких команд:
- «Реджайна Петс» (1987-1991)
- «Летбридж Гаррікейнз» (1990-1992)
- «Піорія Рівермен» (1991-1993)
- «Сент-Луїс Блюз» (1993-1994)
- «Піорія Рівермен» (1993-1994)
- «Сент-Луїс Блюз» (1994-1995)
- «Піорія Рівермен» (1994-1995)
- «Рочестер Американс» (1995-1997)
- «Г'юстон Аерос» (1997-1998)
- «Вустер АйсКетс» (1997-1998)
- «Юта Гріззліз» (1998-1999)
- «Орландо Солар Бірз» (1998-1999)
- «Провіденс Брюінз» (1999-2000)
- «Орландо Солар Бірз» (1999-2000)
- «Манітоба Мус» (1999-2000)
- «Провіденс Брюінз» (2000-2001)
- «Ізерлон Рустерс» (2001-2002)
- ХК «Мілан» (2002-2003)
- «Сьєр-Аннів'єр» (2002-2003)
- «Квад-Сіті Маллардз» (2003-2005)